# Rydboholm
Rydboholm is een plaats (tätort) in de gemeente Borås in het landschap Västergötland en de provincie Västra Götalands län in Zweden. De plaats heeft 1023 inwoners (2010) en een oppervlakte van 125,7 hectare.

## Demografische ontwikkeling
Bron: Zweeds Bureau voor Statistiek. Tatörter 1960-2010